# Арнаско
Арнаско (итал. Arnasco) је насеље у Италији у округу Савона, региону Лигурија.
Према процени из 2011. у насељу је живело 563 становника. Насеље се налази на надморској висини од 293 м.

## Становништво
| 1931. | 1936. | 1951. | 1961. | 1971. | 1981. | 1991. | 2001. | 2011. |
| ----- | ----- | ----- | ----- | ----- | ----- | ----- | ----- | ----- |
| 452   | 457   | 418   | 403   | 427   | 448   | 477   | 563   | 630   |

## Партнерски градови
- Brading